# 國際奧委會第120屆全體會議
國際奧林匹克委員會第120屆全體會議（英語：120th International Olympic Committee Session）于2008年8月5日至8月7日在北京举行。开幕式4日晚在中国国家大剧院举行。胡锦涛出席开幕式并发表致辞。
国际奥林匹克委员会于2008年8月7日正式宣布德班取得國際奧委會第123屆全體會議的主办权。